# 애들레이드 자이언츠
애들레이드 바이트(Adelaide Bite)는 2010년 창단한 ABL의 프로 야구 팀이다. 오스트레일리아 사우스 오스트레일리아 주 애들레이드시를 연고로 하고 있으며 홈구장은 다이아몬드 스포츠 스타디움이다. 2019 시즌부터 팀명이 애들레이드 자이언츠(Adelaide Giants)로 변경되었다.

## 역대 한국인 선수
(바이트 시절 등번호, 포지션, 바이트에서 소속이던 시즌)
- 이혜천 - 26번, 투수, 2015년 ~ 2017년